# Mitsuki Watanabe
Mitsuki Watanabe (渡邉 三城 Watanabe Mitsuki?), född 6 september 1987 i Nagasaki prefektur, är en japansk fotbollsspelare.
Watanabe började sin karriär 2010 i YSCC Yokohama. Han spelade 102 ligamatcher för klubben. Han avslutade karriären 2016.